# フェルトバハ郡

フェルトバハ郡
Bezirk Feldbach

フェルトバハ郡あるいはフェルトバッハ郡（フェルトバハぐん、独: Bezirk Feldbach）は、オーストリアのシュタイアーマルク州にある郡（Bezirk; 行政管区とも訳される）。郡庁所在地はフェルトバハ。
南でラトカースブルク郡と、西でライプニッツ郡と、北でグラーツ＝ウムゲーブング郡とヴァイツ郡およびフュルステンフェルト郡と、東でブルゲンラント州のイェンナースドルフ郡とそれぞれ接している。
フェルトバハ郡には以下の55の市町村（Gemeinde; ゲマインデ）がある。そのうちフェルトバッハとフェーリンクが市（Stadt）に、また4つが町（Marktgemeinde; 市場町）に指定されている。
- アウエルスバッハ Auersbach
- アウク＝ラディシュ Aug-Radisch
- バート・グライヒェンベルク Bad Gleichenberg
- バイリッシュ・ケールドルフ Bairisch Kölldorf
- バウムガルテン・バイ・グナス Baumgarten bei Gnas
- ブライテンフェルト・アン・デア・リッチャイン Breitenfeld an der Rittschein
- エーデルスバハ・バイ・フェルトバハ Edelsbach bei Feldbach
- エーデルシュタウデン Edelstauden
- アイヒケクル Eichkögl
- フェーリング Fehring （市）
- フェルトバハ Feldbach （市）
- フラートニッツ・イム・ラープタール Fladnitz im Raabtal
- フランナッハ Frannach
- フルッテン＝グリーセルスドルフ Frutten-Gießelsdorf
- グローヤッハ Glojach
- グナス Gnas
- グニービング＝ヴァイセンバッハ Gniebing-Weißenbach
- ゴッセンドルフ Gossendorf
- グラバースドルフ Grabersdorf
- ハッツェンドルフ Hatzendorf
- ホーエンブルッグ＝ヴァインベルク Hohenbrugg-Weinberg
- ヤーガーベルク Jagerberg （町）
- ヨーンスドルフ＝ブルン Johnsdorf-Brunn
- カップフェンシュタイン Kapfenstein
- キルヒバッハ・イン・シュタイアーマルク Kirchbach in Steiermark （町）
- キルヒベルク・アン・デア・ラープ Kirchberg an der Raab
- コールベルク Kohlberg
- コルンベルク・バイ・リーガースブルク Kornberg bei Riegersburg
- クルスドルフ Krusdorf
- ライタースドルフ・イム・ラープタール Leitersdorf im Raabtal
- レーデルスドルフ Lödersdorf
- マイエルドルフ Maierdorf
- メルケンドルフ Merkendorf
- ミッターラビール Mitterlabill
- ミュールドルフ・バイ・フェルトバハ Mühldorf bei Feldbach
- オーバードルフ・アム・ホッヘック Oberdorf am Hochegg
- オーバーシュトルヒャ Oberstorcha
- パルダウ Paldau
- ペルルスドルフ Perlsdorf
- ペルトルシュタイン Pertlstein
- ペータースドルフII Petersdorf II
- ピルヒング・アム・トラウエンベルク Pirching am Traubenberg
- ポッペンドルフ Poppendorf
- ラーバウ Raabau
- ラニング Raning
- リーガースブルク Riegersburg （町）
- ザンクト・アンナ・アム・アイゲン Sankt Anna am Aigen
- ザンクト・シュテファン・イム・ローゼンタール Sankt Stefan im Rosental （町）
- シュヴァルツァウ・イム・シュヴァルツァウタール Schwarzau im Schwarzautal
- シュタインツ・バイ・シュトラーデン Stainz bei Straden
- シュトゥーデンツェン Studenzen
- トラウトマンスドルフ・イン・オストシュタイアーマルク Trautmannsdorf in Oststeiermark
- ウンターラウエルスバッハ Unterauersbach
- ウンターラム Unterlamm
- ツェルラッハ Zerlach